# Огарёв, Николай Ильич
Николай Ильич Огарёв (1820, Москва — 1890, там же) — генерал-майор (1881), московский полицмейстер.

## Биография
Из дворянского рода Огарёвых. Родился в Москве и был сыном пермского губернатора И. И. Огарёва. Отданный в Институт инженеров путей сообщения, Огарёв не окончил его, а вместо этого поступил в 1835 году вольноопределяющимся в Лейб-кирасирский полк. Затем перевелся в Лейб-гвардии гусарский полк, и в 1838 году был произведен в офицеры. Шесть лет спустя (1844) Огарёв вышел в отставку, но уже через два года (1846) снова поступил на военную службу.
11 декабря 1856 года, будучи уже подполковником, он был назначен московским полицмейстером (полицмейстеров в Москве было трое, их начальником был обер-полицмейстер), и оставался на этой должности вплоть до 1890 года — на протяжении 34 лет (по другим данным, более 40 лет с 1849 по 1890). В период службы московским полицмейстером, Огарёв был произведён сперва в полковники (1860) а затем в генерал-майоры (1881). 1 ноября 1889 года, в день 50-летия службы в офицерских чинах, Огарёв был награждён орденом Святого Владимира 2-й степени, который стал старшей из полученных им наград.
Полицмейстер Огарёв скончался в Москве 19 (31) января 1890 года и был похоронен в Ново-Алексеевском монастыре (могила не сохранилась).

## В воспоминаниях современников
Занимая более 30 лет должность московского полицмейстера, Огарёв был широко известен своим современникам.
Художник Константин Коровин в опубликованных в эмиграции мемуарах описывал его так:

В большом зале ресторана, в уголке, за столиком, сидит саженного роста человек, в длинном сюртуке со светлыми пуговицами. Темные штаны с красными лампасами вправлены в сапоги с лакированными голенищами. Лицо этого человека особенное, страшное — какой-то (половецкий хан) Кончак: всё в узлах. Над глазами и под глазами — мешки, большие густые черные брови, нос с наростами, как картошина, топырятся черные усы. Один ус целый, другой — пол-уса. Глаза черные, сердитые. Страшный человек. Но черные глаза его, когда смотришь ближе, — добрые. Это и есть московский полицмейстер.
— Коровин, Константин Алексеевич. Московский полицмейстер.
По словам Коровина, Огарёв охотно брал взятки, но значительную часть полученных денег жертвовал в сиротские дома. За один раз мог отправить на содержание сиротского приюта десять тысяч рублей — всю сумму взятки от богатого купца.
В ведении Огарёва кроме собственно полиции находились также и пожарные. По словам Владимира Гиляровского, Огарёв был знатоком и ценителем лошадей:

Огарев сам ездил два раза в год по воронежским и тамбовским конным заводам, выбирал лошадей, приводил их в Москву и распределял по семнадцати пожарным частям, самолично следя за уходом. Огарев приезжал внезапно в часть, проходил в конюшню, вынимал из кармана платок — и давай пробовать, как вычищены лошади. Ему Москва была обязана подбором лошадей по мастям: каждая часть имела свою «рубашку» и москвичи издали узнавали, какая команда мчится на пожар.
— Цитируется по: Вострышев, Михаил Иванович. Московские обыватели. По регламенту и по жизни. Полицмейстер Николай Ильич Огарев (1820–1890).
Данный принцип, вероятно, в общих чертах был скопирован Огарёвым с лейб-гвардейской конницы, где он когда-то начинал свою службу, и где лошади для различных полков также подбирались по мастям. Впрочем, в гвардии речь шла о верховых лошадях, здесь же — о битюгах, запряжённых в повозки.
Пожарное дело при Огарёве в Москве считалось поставленным образцово. Он сам всегда выезжал на тушение пожаров, даже если они происходили ночью, из своего дома в Староконюшенном переулке.

До чего пожары любит. Стоючи в коляске, прямо летит. Ну и, правду сказать, тушить ловок, верно. У него дело пожарное поставлено хорошо. Как на войну едет — с огнем сражаться.
— Коровин, Константин Алексеевич. Московский полицмейстер.
По свидетельству современников, Огарёв любил повышать голос на подчинённых и просто провинившихся москвичей не-дворянского звания. Не чурался он и рукоприкладства в отношении нарушителей общественного порядка, однако, был отходчив и серьёзного зла никому не причинял. Происходя из родовитых и богатых дворян, отличался манерой общения, близкой к простонародной.
Любил певчих птиц (что было распространённым увлечением в его эпоху), однако доходил в своей любви до того, что не употреблял в пищу никакую домашнюю птицу или яйца (однако, ел мясо).
Некоторые истории об Огарёве носили явно анекдотический характер. Так, утверждали, что в в его московской квартире — десятки настенных часов, которые бьют на разные голоса, а одна из комнат вся украшена карикатурами на полицию, конфискованными подчинёнными Огарёва.